# Teatro nacional de Mandalay
El Teatro nacional de Mandalay se localizado en la ciudad de Mandalay, y constituye el teatro nacional de Birmania (Myanmar). El teatro se utiliza para programas de intercambio cultural con otros países, para talleres departamentales, ceremonias religiosas, ceremonias de entrega de premios, la realización de concursos de arte, y para espectáculos musicales. La construcción comenzó el 1 de enero de 1993. 

## Estatuas
Hay estatuas de bronce de algunos artistas famosos de Mandalay como Shwe Man Tin Maung, Sein Bayda, Daw Mya Yin, Daw Saw Mya Aye Kyi y Nandawshae Saya Tin.